# Atlantoscia rubromarginata
Atlantoscia rubromarginata là một loài chân đều trong họ Philosciidae. Loài này được Araujo & Leistikow miêu tả khoa học năm 1999.